# Trognano
Trognano è una frazione del comune italiano di Bascapè posta a nord del centro abitato, sulla strada verso Melegnano. Ha costituito un comune autonomo fino al 1872.

## Storia
La località fu contesa nel Medioevo fra Pavia e Milano, venendo alla fine sottoposta a quest'ultima, all'interno della Pieve di San Giuliano. Nel 1751 vennero registrati 173 residenti, saliti a 192 nel 1805, e a 236 nel 1853.
Nel 1861 il Comune di Trognano, confermato in Provincia di Pavia come sotto il governo asburgico, contava 221 abitanti. Quando il censimento del 1871 evidenziò come la località, totalmente agricola, stesse inesorabilmente spopolandosi essendo scesa a 194 anime, il governo italiano ne decise la soppressione dell'autonomia comunale, decretandone l'annessione a Bascapè, alla cui parrocchia apparteneva.